# 阿尔茨伦·霍万内斯扬
阿尔茨伦•卡拉佩蒂•霍万内斯扬（1980年1月30日—），是亚美尼亚国防部前新闻秘书，军事专家和分析家。2020 年 3 月至 2020 年 7 月，担任瓦兹根·萨尔基相军事大学指挥和参谋学院院长，同年 7 月，担任人力资源和教育部主任。著有文章、专着、著作和评论。 , . 2020年9月27日至11月9日亚美尼亚-阿塞拜疆战争期间，主持亚美尼亚联合平台中心每日新闻发布会，并阐述亚美尼亚共和国官方立场。

## 军事活动经历
自 1997 年以来，阿尔茨伦·霍万内斯扬一直在亚美尼亚武装部队服役。 2001年大学毕业并晋升中尉后，他被任命在一国防部军事基地担任排长。2002年，被任命为同一部队的一反坦克炮连长。2004年，被任命为一个营的警卫指挥官，负责机场的技术支持。 2010年至2011年在亚美尼亚总统府政治研究所担任军事专家。 2012年在亚美尼亚总统公关中心工作。2012 年，阿尔茨伦·霍万内斯扬成为了亚美尼亚国防部新闻秘书。

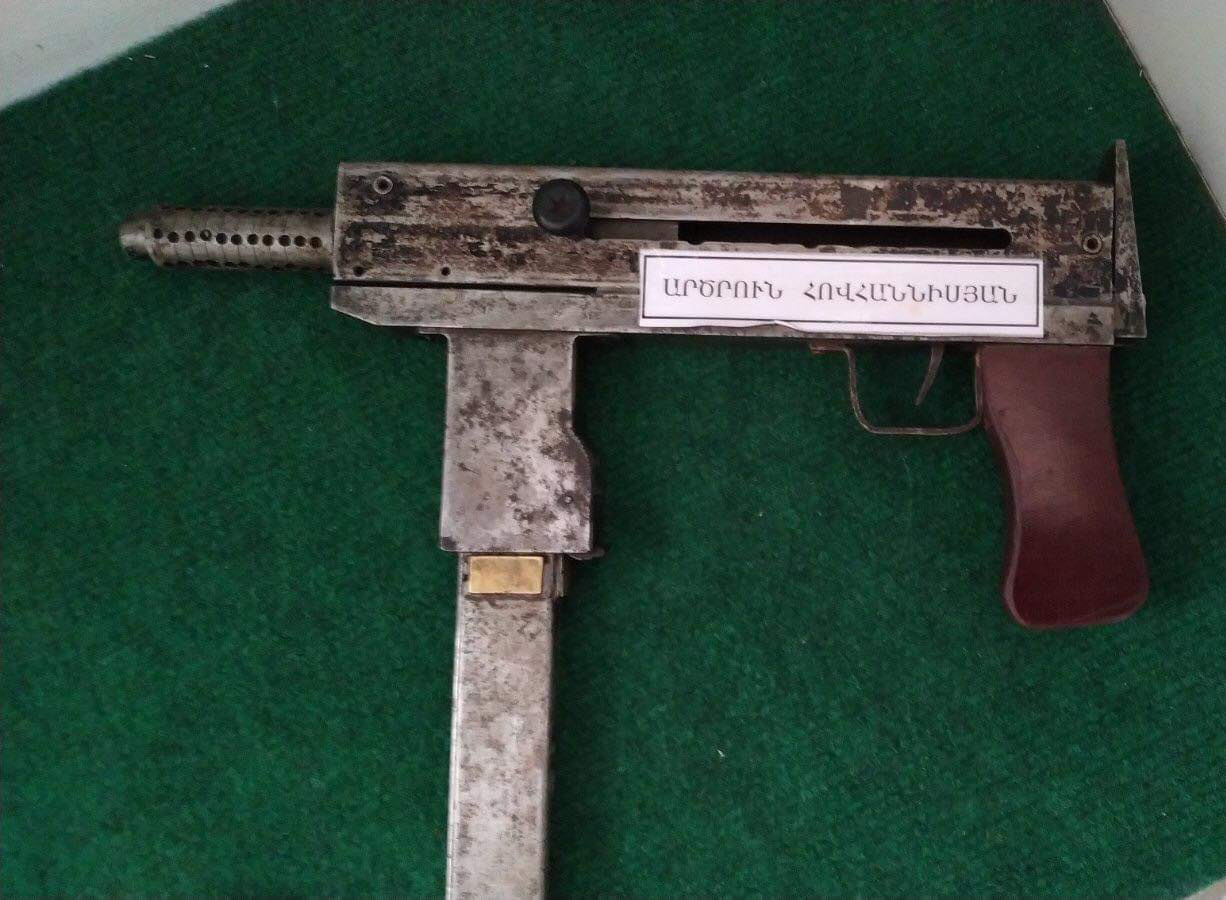
开发的机枪 阿尔茨伦·卡拉佩蒂·霍万内斯扬.

2020年3月，他被任命为瓦兹根萨尔基相军事大学指挥参谋学院院长。 2020年7月，被任命为亚美尼亚共和国国防部人力资源和教育司司长。
2010年至2012年阿尔茨伦·霍万内斯扬在美国国家科学院国际科学教育中心学习，主修历史。 2013年申请美国国家科学院历史研究所，2014年获历史副博士称号。
在军事大学学习期间，他开发了一种机枪，目前收藏在大学博物馆中。

## 军事学者
在他的著作中，阿尔茨伦·霍万内斯扬尝试重新诠释二十世纪的战争和军事行动。他明确强调了质量、小部队实现大规模任务、数字控制、高精度武器、进攻战术等因素的重要性。他认为，不应在亚美尼亚共和国新成立的武装部队中盲目使用大国特别是苏联的军事学说，因为那些理论适用于资源几乎无限的国家，不符合亚美尼亚国情。作为一名理论家，他有几篇论文和理论论证非常引人注目，特别是以下提及的几点。
- 提出对战争世代的理论解释。他认为，第五代战争是与自动控制系统的战争。根据其理论，战争世代的产生基于深层的经济、政治、社会和教育因素。据他介绍，新工业革命引发了一场具有新性质的新型战争。[6]
- 提出了网络平台战争理论。[7][8]
- 他提出了战役法危机、电子火力作战和作战的思想。
- 在他的理论中，他论证了空中霸权的六项准则。[9]։
- 阿尔茨伦•霍万内斯扬对非正规军事行动和“混合战争”有他自己独特的见解。据他介绍，军事科学现在正在经历一个转型阶段，这将会带来了混合模式的解决方案。[10] as well as the capability of unmanned aerial vehicles [11]:.
- 他指出，未来，在战术层面将优先考虑非常规军事行动，作为打击手段的电子设备将在作战层面占主导地位，空军将在总体层面上发挥主要作用。现实中，阿尔茨伦•霍万内斯扬是亚美尼亚第一个在 2010 年提出亚美尼亚需要强大的空军的人，特别提到需要购买苏霍伊“苏-30”型战斗机，以及军用无人机。
- 在他最近的作品中，阿尔茨伦•霍万内斯扬特别尝试就空中霸权的作用、防空作战与空军联合的必要性、非常规军事行动的理论和实践组成部分以及二十世纪所谓的“混合战争”，空中霸权问题和使用小规模军队进行军事战术的特点作出分析。
- 阿尔茨伦•霍万内斯扬著有一篇关于坦克制造的未来的评论文章，前瞻性地指出坦克制造的明确方向，即体积小、结构和武器模块化，无需人员等。文章发表三四年后，在西方国家出现了NGCV OMT、Type-X等具有上述特征的概念。[12]
- 在他近年来的作品和文章中，阿尔茨伦·霍万内斯扬分别讨论了一些当前的军事问题，尤其是在最近的阿尔扎赫战争期间面临的一些问题。
  - 打击战略目标的有效性；
  - 突破防线的问题；
  - 新战术单位的使用，特别是营战术组；
  - 现代战争中补充兵力的时间问题等。

## 学术活动
自 2013 年起成为亚美尼亚共和国国家科学院历史研究所的候选人，同年在埃里温国立大学任教，并自 2014 年1月起在亚美尼亚瓦兹根.萨尔基相军事大学指挥与参谋学院任教。

## 军事主题作品

### 著作
- 《地区军事评述》Hovsepyan L. Hovhannisyan A. Minasyan S. Yerevan 2016, 203 页
- 《军事新闻学-教育方法手册》A. HovhannisyanYerevan2018，188 页

### 专著
- 《最著名的军用飞机》2005,Yerevan [13][14]
- 《阿尔扎赫战争中的航空》2006，Yerevan [15]
- 《空中优势》2010,Yerevan [16][17]
- 《措哈马格》2010，Yerevan [18]
- 《地区军事化和亚美尼亚军队》2013，Yerevan [19][20]
- 《亚美尼亚第三共和国军队的建立》美国国家科学院历史研究所2015,Yerevan
- 《战争. T1. 空中优势》2016, Yerevan 792+36页
- 《二十世纪军事战术的发展与展望》2017，Yerevan, 美国国家科学院历史研究所
- 《进攻“交响曲”-军事战术中毁灭性战争的兴起》2019,Yerevan,亚美尼亚国防部 122页
- 《战争.T2. 地面突破》20201336+24页
- 《网络平台中心战的主要决定因素》2021洛杉矶 167页

## 荣誉
阿尔茨伦·霍万内斯扬获得了多项奖项，包括亚美尼亚共和国的“战斗兵役”、“瓦兹根.萨尔基相”、“尼尔森.斯特潘扬”、以及亚美尼亚共和国武装部队的“完美服役”奖章。

## 其他项目
2008 年，阿尔茨伦·霍万内斯扬作为顾问参与了A.马卡尔扬创作的纪录片《尼尔森.斯特潘扬》的工作。 2010年，阿尔茨伦•霍万内斯扬作为著作者在“武装部队”节目的框架内拍摄了纪录片“在天空的走廊”。